# Inno al Trentino
L'Inno al Trentino è un popolare canto alpino associato al territorio del Trentino, scritto da Ernesta Bittanti Battisti, moglie di Cesare Battisti, e musicato da Guglielmo Bussoli, direttore della «Banda cittadina» di Trento, nel 1911.
Il testo descrive con precisione e ispirazione lirica i caratteri paesaggistici,  umani ed economici della terra trentina, con forti cenni patriottici all'italianità della popolazione e delle sue radici.

## Storia
Il primo ritornello realizzato dalla Bittanti, apprezzato dallo stesso Bussoli, era un richiamo ai colori della bandiera italiana: Bianco di nevi / Rossi di fiori / Verde di prati / Vaghi colori. Questo non sarebbe mai stato accolto dalle autorità austriache e pertanto fu sostituito da quello attuale: Puro bianco di cime nevose [...].
Il testo autorizzato fu pubblicato per la prima volta sul quotidiano socialista Il Popolo il 28 giugno 1911.
Nella prima edizione dell'opera viene indicato come autore del testo G. B. Cesari, uno pseudonimo, ma già a partire dalla seconda edizione compare il nome della Bittanti.
L'Inno al Trentino fu composto in occasione del 25º anniversario di fondazione della «Banda cittadina» di Trento. Il brano fu eseguito per la prima volta nel giugno del 1911 durante le feste vigiliane, tuttavia fu censurato dagli austriaci, con una notifica del 2 aprile 1916, per i suoi tratti irredentisti. Guglielmo Bussoli fu portato in questura e gli fu ordinato di non poter più suonare l'inno in pubblico se non che "in occasioni eccezionali e ristrette".
Il compositore Antonio Pedrotti si dedicò all'armonizzazione dell'inno per il coro della SAT.

### Inno di Trento
L'Inno al Trentino non fu il primo canto di questo tipo, già nel 1896, in occasione dell'inaugurazione del Monumento a Dante, venne presentato ufficialmente l'Inno di Trento, composto da Antonio Stefenelli e musicato dal maestro mantovano Cesare Rossi.

## Edizioni
La prima edizione del 1911, per canto e pianoforte, fu pubblicata dallo Stabilimento musicale M. Gottardi a Trento e dalla Stamperia C. Venturi a Bologna. Sulla copertina sono raffigurati la città di Trento con gli stemmi comunali delle città di Arco, Trento, Rovereto, Ala e Levico; i nomi degli autori "Musica di Guglielmo Bussoli - su parole di G. B. Cesari" e la dicitura «XXV Anniversario Banda Cittadina di Trento».
La seconda edizione stampata nel 1915 dalla C. Venturi di Bologna fu realizzata per canto, per piano e canto, per Banda, per piccola orchestra e per complesso mandolinistico. In copertina è ritratto il Monumento a Dante e la citazione di Giosuè Carducci «Ed or s’è fermo, e par ch’aspetti, a Trento.» tratta dalla poesia Per il monumento di Dante a Trento. Anche in questa edizione sono presenti gli stemmi delle città trentine e la scritta "Sanzionato dalle autorità austriache", voluta da Bussoli dopo che la musica e il testo furono accettati in seguito al giudizio del commissario di polizia Wildauer.
La terza edizione del 1924 fu dapprima pubblicata da Umberto Pizzi a Bologna e in seguito da edizioni musicali Carisch a Milano. Questa pubblicazione è molto simile a quella precedente con alcune differenze: il verso carducciano è stato rimosso e lo stesso è stato fatto per il titolo di "Maestro della Banda Cittadina di Trento" al Bussoli.